# Calytrix sapphirina
Calytrix sapphirina är en myrtenväxtart som beskrevs av John Lindley. Calytrix sapphirina ingår i släktet Calytrix och familjen myrtenväxter. Inga underarter finns listade i Catalogue of Life.